# Brühlwiesengraben (Apfelbach)
Der Brühlwiesengraben ist ein rechter Zufluss des Apfelbachs und gehört der naturräumlichen Untereinheit Hegbach-Apfelbach-Grund als Teil der Untermainebene an.

## Geographie

### Verlauf
Der Brühlwiesengraben entspringt in der Feldflur zwischen Darmstadt-Wixhausen und dem östlich davon gelegenen GSI Helmholtzzentrum für Schwerionenforschung. Er fließt am Nordrand der bebauten Ortslage von Wixhausen in westliche Richtung und unterquert die Bahnstrecke Frankfurt am Main–Heidelberg.
Am Westrand von Wixhausen unterquert der Bach die Wolfsgartenallee/K 167. Westlich der Wolfsgartenallee mündet der Brühlwiesengraben in den Apfelbach kurz nach dessen Ursprung an einem Abschlagsbauwerk des Mühlbachs.

### Einzugsgebiet
Das 2,24 km² große Einzugsgebiet des Brühlwiesengrabens liegt im Hegbach-Apfelbach-Grund einer Teileinheit des Naturraumes  Untermainebene und wird über den Apfelbach, den Hegbach, den Schwarzbach und den Rhein zur Nordsee entwässert.
Es grenzt
- im Norden an das des Hahnwiesenbach, einem Zufluss des Apfelbachs
- und im Süden an das des Schwarzbachzuflusses Mühlbach.